# Anoplodactylus anarthrus
Anoplodactylus anarthrus is een zeespin uit de familie Phoxichilidiidae. De soort behoort tot het geslacht Anoplodactylus. Anoplodactylus anarthrus werd in 1908 voor het eerst wetenschappelijk beschreven door Loman. 